# Artem Sitak
Artem Sitak (in russo Артём Юрьевич Ситак?, Artëm Jur'evič Sitak; Orenburg, 8 febbraio 1986) è un ex tennista russo naturalizzato neozelandese.

## Biografia
Ha ottenuto i suoi migliori risultati in doppio, specialità in cui ha vinto 5 tornei del circuito maggiore e diversi altri nei circuiti minori; il suo miglior ranking ATP è stato il 32º posto raggiunto il 10 settembre 2018. Dal 2017 ha giocato esclusivamente in doppio tranne un match nel 2024. Ha giocato in rappresentanza della Russia fino al 2010 e dal 2011 ha difeso i colori della Nuova Zelanda. Ha esordito nella squadra neozelandese di Coppa Davis nel 2011.
Si è ritirato nel gennaio del 2024.

## Statistiche

### Doppio

#### Vittorie (5)
| Legenda doppio            |
| Grande Slam (0)           |
| ATP World Tour Finals (0) |
| ATP Masters 1000 (0)      |
| ATP World Tour 500 (0)    |
| ATP World Tour 250 (5)    |

| N. | Data            | Torneo                                     | Superficie  | Compagno          | Avversari in Finale                       | Punteggio           |
| 1. | 13 luglio 2014  | Mercedes Cup, Stoccarda                    | Terra rossa | Mateusz Kowalczyk | Guillermo García López Philipp Oswald     | 2-6, 6-1, [10-7]    |
| 2. | 8 febbraio 2015 | Open Sud de France, Montpellier            | Cemento (i) | Marcus Daniell    | Dominic Inglot Florin Mergea              | 3–6, 6–4, [16–14]   |
| 3. | 12 giugno 2016  | Mercedes Cup, Stoccarda (2)                | Erba        | Marcus Daniell    | Oliver Marach Fabrice Martin              | 6(4)-7, 6-4, [10-8] |
| 4. | 21 luglio 2018  | Hall of Fame Tennis Championships, Newport | Erba        | Jonathan Erlich   | Marcelo Arévalo Miguel Ángel Reyes Varela | 6-1, 6-2            |
| 5. | 29 giugno 2019  | Turkish Airlines Open Antalya, Adalia      | Erba        | Jonathan Erlich   | Ivan Dodig Filip Polášek                  | 6-3, 6-4            |

#### Finali perse (8)
| Legenda doppio            |
| Grande Slam (0)           |
| ATP World Tour Finals (0) |
| ATP Masters 1000 (0)      |
| ATP World Tour 500 (1)    |
| ATP World Tour 250 (7)    |

| N. | Data              | Torneo                              | Superficie      | Compagno        | Avversari in Finale                     | Punteggio           |
| 1. | 15 febbraio 2015  | Memphis Open, Memphis               | Cemento (i)     | Donald Young    | Mariusz Fyrstenberg Santiago González   | 7–5, 6(1)–7, [8–10] |
| 2. | 26 aprile 2015    | BRD Năstase Țiriac Trophy, Bucarest | Terra rossa     | Nicholas Monroe | Marius Copil Adrian Ungur               | 6–3, 5–7, [15–17]   |
| 3. | 30 luglio 2017    | Atlanta Open, Atlanta               | Cemento         | Wesley Koolhof  | Bob Bryan Mike Bryan                    | 3-6, 4-6            |
| 4. | 24 settembre 2017 | Open de Moselle, Metz               | Cemento (i)     | Wesley Koolhof  | Julien Benneteau Édouard Roger-Vasselin | 5-7, 3-6            |
| 5. | 18 febbraio 2018  | New York Open, New York             | Cemento (i)     | Wesley Koolhof  | Maks Mirny Philipp Oswald               | 4-6, 6-4, [6-10]    |
| 6. | 4 marzo 2018      | Brasil Open, San Paolo              | Terra rossa (i) | Wesley Koolhof  | Federico Delbonis Máximo González       | 4-6, 2-6            |
| 7. | 6 maggio 2018     | Millennium Estoril Open, Cascais    | Terra rossa     | Wesley Koolhof  | Kyle Edmund Cameron Norrie              | 4-6, 2-6            |
| 8. | 2 marzo 2019      | Abierto Mexicano Telcel, Acapulco   | Cemento         | Austin Krajicek | Alexander Zverev Misha Zverev           | 6-2, 6(4)-7, [5-10] |

## Risultati in progressione
| Sigla | Risultato               |
| ----- | ----------------------- |
| V     | Vincitore               |
| F     | Finalista               |
| SF    | Semifinalista           |
| O     | Oro olimpico            |
| A     | Argento olimpico        |
| SF    | Bronzo olimpico         |
| QF    | Quarti di Finale        |
| 4T    | Quarto turno            |
| 3T    | Terzo turno             |
| 2T    | Secondo turno           |
| 1T    | Primo turno             |
| RR    | Round Robin             |
| LQ    | Turno di qualificazione |
| A     | Assente                 |
| ND    | Non disputato           |

| Legenda superfici    |
| -------------------- |
| Cemento              |
| Terra battuta        |
| Erba                 |
| Superficie variabile |

### Doppio
| Tornei Grande Slam         |               |               |     |               |               |               |               |     |     |       |
| Australian Open, Melbourne | A             | 3T            | 1T  | 2T            | 2T            | 2T            | 2T            | 1T  | 1T  | 6-8   |
| Open di Francia, Parigi    | A             | 2T            | 2T  | 1T            | 3T            | 1T            | 1T            | A   | A   | 4-6   |
| Wimbledon, Londra          | Q1            | 2T            | 1T  | 3T            | QF            | 1T            | ND            | 1T  | A   | 6-6   |
| US Open, New York          | 2T            | 1T            | 2T  | 1T            | 2T            | 1T            | A             | A   | A   | 3-6   |
| Vittorie-Sconfitte         | 1-1           | 4-4           | 2-4 | 3-4           | 7-4           | 1-4           | 1-2           | 0-2 | 0-1 | 19-26 |
| Olimpiadi                  |               |               |     |               |               |               |               |     |     |       |
| Giochi Olimpici            | Non disputati | Non disputati | A   | Non disputati | Non disputati | Non disputati | Non disputati | A   | ND  | 0-0   |
| Vittorie-Sconfitte         | Non disputati | Non disputati | 0-0 | Non disputati | Non disputati | Non disputati | Non disputati | 0-0 | ND  | 0-0   |

### Doppio misto
| Tornei Grande Slam         |               |               |     |               |               |               |               |     |       |
| Australian Open, Melbourne | A             | A             | 1T  | A             | 1T            | 1T            | A             | A   | 0-3   |
| Open di Francia, Parigi    | A             | A             | A   | 2T            | A             | 1T            | ND            | A   | 1-2   |
| Wimbledon, Londra          | A             | 3T            | 2T  | 2T            | 2T            | QF            | ND            | A   | 8-5   |
| US Open, New York          | A             | 1T            | A   | 2T            | 1T            | 1T            | ND            | A   | 1-4   |
| Vittorie-Sconfitte         | 0-0           | 2-2           | 1-2 | 3-3           | 1-3           | 3-4           | 0-0           | 0-0 | 10-14 |
| Olimpiadi                  |               |               |     |               |               |               |               |     |       |
| Giochi Olimpici            | Non disputati | Non disputati | A   | Non disputati | Non disputati | Non disputati | Non disputati | A   | 0-0   |
| Vittorie-Sconfitte         | Non disputati | Non disputati | 0-0 | Non disputati | Non disputati | Non disputati | Non disputati | 0-0 | 0-0   |